# توماس ماير
توماس ماير مواليد 16 أكتوبر 1973 في ساربسبورغ، هو لاعب كرة قدم نرويجي دولي سابق كان يلعب كحارس مرمى. سبق له أن لعب في كأس العالم لكرة القدم مع منتخب بلاده. لعب خلال مسيرته 346 مباراة.

## المسيرة الاحترافية

### أندية لعب لها
- نادي فيكينغ لكرة القدم
- نادي إيفرتون
- نادي بشكتاش
- نادي سندرلاند

## وصلات خارجية
- الموقع%20الرسمي

## روابط خارجية
- توماس ماير على موقع IMDb (الإنجليزية)

- توماس ماير على موقع الاتحاد الدولي (مؤرشف)  (الإنجليزية)
- توماس ماير على موقع اتحاد النرويج (النرويجية)
- توماس ماير على موقع اتحاد تركيا (لاعب) (الإنجليزية)
- توماس ماير على موقع قاعدة بيانات كرة القدم.إي يو (الإنجليزية)
- توماس ماير على موقع ناشيونال فوتبول تيمز (الإنجليزية)
- توماس ماير على موقع Soccerbase.com (لاعب) (الإنجليزية)
- توماس ماير على موقع عالم كرة القدم.نت (الإنجليزية)